# Нольте, Эрнст Фердинанд
Эрнст Фердинанд Но́льте (нем. Ernst Ferdinand Nolte, 1791—1875) — немецкий ботаник.

## Биография
Родился 24 декабря 1791 года в Гамбурге. Получал домашнее образование, в 1813 году некоторое время работал лаборантом в аптеке, после чего поступил в Гёттингенский университет. Учился вместе с Скоу, Валльротом, Леманом, в свободное время регулярно предпринимал ботанические экскурсии. В 1817 году получил степень доктора медицины, после чего некоторое время учился в Берлине с Шлехтендалем. Вернувшись в Гёттинген, некоторое время работал ассистентом Эрнста Мейера.
В Мёльне Нольте познакомился с датским ботаником Хорнеманном, заинтересовался изучением флоры Дании. В 1821—1823 годах при поддержке датского правительства обследовал окрестности Лауэнбурга. С 1824 года жил в Копенгагене.
В 1826 году назначен профессором и директором ботанического сада в Киле.
В 1860 году умерла жена Нольте, дочь известного химика Пфаффа. Вскоре Нольте начал быстро терять зрение, потерял способность писать из-за паралича правой руки. В 1873 году ушёл с поста профессора Кильского университета.
Скончался 13 февраля 1875 года.

## Некоторые научные публикации
- Nolte E. F. Botanische Bemerkungen über Stratiotes und Sagittaria. — Kopenhagen, 1825. — 44 p.
- Nolte E. F. Novitiae florae holsaticae. — Kilonii, 1826. — 82 p.

## Роды растений, названные именем Э. Ф. Нольте
- Noltea Rchb., 1828, nom. nov. — Willemetia Brongn., 1826, nom. illeg.
- Noltia Thonn., 1828 — Diospyros L., 1753